# وایت هال (آلاباما)
وایت هال (به انگلیسی: White Hall) شهرکی در شهرستان لاوندز ایالت آلاباما است که مساحت آن ۴۰٫۲۴ کیلومترمربع است و در سرشماری سال ۲۰۱۰ میلادی، ۸۵۸ نفر جمعیت داشته و تراکم جمعیتی آن، ۲۱٫۳۲ نفر در کیلومترمربع بوده است.